# Vuelta Ciclista del Uruguay 1968
La 25.ª edición de la Vuelta Ciclista del Uruguay se disputó entre el 6 y el 14 de abril de 1968.
El ganador fue Jorge Correa de Nacional que a su vez ganó 2 etapas y se quedó con la clasificación del premio esprínter. Con su triunfo fue la segunda vez que una pareja de hermanos ganaba la Vuelta (su hermano Tomás lo había hecho 2 años antes), repitiendo lo que habían logrado Próspero y Demetrio Barrios.

## Etapas
| Etapa | Fecha       | Recorrido            | km    | Ganador (equipo)                        |
| 1.ª   | 6 de abril  | Montevideo-Rocha     | 201   | Saúl Alcántara (Amanecer)               |
| 2.ª   | 7 de abril  | Rocha-Treinta y Tres | 179,7 | Roberto Bica (Policial)                 |
| 3.ª   | 8 de abril  | Treinta y Tres-Minas | 180,5 | Walter Gadea (Fed. de Cerro Largo)      |
| 4.ª   | 9 de abril  | Minas-Florida        | 163,1 | Martín De León (San Antonio de Florida) |
| 5.ª   | 10 de abril | Mendoza-Durazno      | 209,5 | Jorge Correa (Nacional)                 |
| 6.ª   | 11 de abril | Trinidad-Paysandú    | 199,5 | Roberto Chemello (69 Las Piedras)       |
| 7.ª   | 12 de abril | Paysandú-Fray Bentos | 165,8 | Roberto Chemello (69 Las Piedras)       |
| 8.ª   | 13 de abril | Mercedes-San José    | 198,2 | Jorge Correa (Nacional)                 |
| 9.ª   | 14 de abril | San José-Montevideo  | 163,5 | Dumas Rodríguez (alas Rojas)            |

### Clasificación individual
| Pos. | Ciclista       | Equipo         | Tiempo           |
| ---- | -------------- | -------------- | ---------------- |
| 1.º  | Jorge Correa   | Nacional       | 44 h 42 min 09 s |
| 2.º  | Walter Moyano  | Punta del Este | a 1 min 20 s     |
| 3.º  | Óscar Almada   | Policial       | a 2 min 43 s     |
| 4.º  | Vid Cencic     | Nacional       | a 4 min 40 s     |
| 5.º  | Walter Fleitas | Policial       | a 5 min 43 s     |

### Clasificación por equipos
| Pos. | Equipo                 | Tiempo            |
| ---- | ---------------------- | ----------------- |
| 1.º  | Nacional               | 134 h 33 min 03 s |
| 2.º  | Club Atlético Policial | a 32 min 49 s     |
| 3.º  | Club Ciclista Fénix    | a 1 h 32 min 24 s |